# مانويل فارغاس
مانويل فارغاس (بالإسبانية: Manuel Vargas)‏ هو لاعب كرة قدم بنمي في مركز الوسط، ولد في 19 يناير 1991 في مدينة بنما في بنما. لعب مع San Francisco F.C. ‏.

## وصلات خارجية
- مانويل فارغاس على موقع إي إس بي إن إف سي (الإنجليزية)
- مانويل فارغاس على موقع قاعدة بيانات كرة القدم.إي يو (الإنجليزية)
- مانويل فارغاس على موقع ناشيونال فوتبول تيمز (الإنجليزية)
- مانويل فارغاس على موقع Soccerbase.com (لاعب) (الإنجليزية)
- مانويل فارغاس على موقع Soccerway.com (الإنجليزية)
- مانويل فارغاس على موقع عالم كرة القدم.نت (الإنجليزية)